# Миненко Юрій Миколайович
Юрій Миненко (*3 березня 1979, Радомишль)  — молодий український співак, має рідкісний за природою голос контратенор, лауреат багатьох міжнародних конкурсів, педагог по класу вокалу Одеської консерваторії ім. А. В. Нежданової.

## Біографічні дані
Юрій Миненко народився в місті Радомишлі Житомирської області. Навчався в музичній школі м. Радомишля по класу фортепіано, яку закінчив в 1994 році .З (1994—1998) роки навчався в Житомирському музучилищі ім. В. С. Косенка по класу хорового диригування. Після закінчення музучилища вступив на вокальний факультет Одеської Музичної Академії ім. А. В. Нежданової(1998—2004) а потім закінчив аспірантуру (кл. Ю. Є. Тетері). Має рідкісний за природою голос сопраніно або високий тенор, контр-тенор. 2001 — лауреат всеукраїнського конкурсу «Голос України» м. Київ. Україна 2001 — лауреат міжнародного слов'янского фестивалю, м. Париж, Франція. 2003 — спеціальна премія «Найкращий контр-тенор» на міжнародному конкурсі оперних співаків ім. Франціско Віньяса, м. Барселона, Іспанія. 2004 — ґран-прі на міжнародному конкурсі ім А. Б. Солов'яненка, м. Донецьк, Україна. 2004 — лауреат міжнародного конкурсу молодих оперних виконавців ім. М. А. Римського-Корсакова м. Санкт-Петербург.

## Концертна діяльність
З 1998 до 2003 року Юрій співпрацює з київським «Укрконцертом», співає в таких залах Києва, як Національна Філармонія, Національна опера, Палац Україна, Жовтневий палац, Український дім; працює з оркестром національної опери України, оркестром національної філармонії України, оркестром радіо і телебачення України, камерним київським муніципальним оркестром; У 1999 році з 19 березня до 21 квітня Юрій гастролював по Європі (Франція, Іспанія).
Юрію Миненко є постійним членом Санкт-Путербурзького музичного колективу під назвою Оркестр Катерини Великої, який був заснований у листопаді 2001 року Російським фондом старовинної музики та є першим в Росії професійним бароковим струнним оркестром. Юрій Миненко після закінчення аспірантури викладає вокал в Одеській Музичній Академії ім. А. В. Нежданової. За свідченнями засобів масової інформації Юрія Миненко запросили до славнозвісного Віденського оперного театру, де він буде виконувати партію Зібеля в новій постановці опери «Фауст» Шарля Гуно.

## Репертуар
В його репертуарі твори таких композиторів, як Каччині, Честі, Россі, Бонончині, Кальдара, Вівальді, Бах, Гендель, Арайя, Гайдн, Перголезі, Глюк, Моцарт, Керубіні, Россіні, Шуберт, Белліні, Глінка, Кариссімі, Карлович, Брамс, Марчелло, Страделла, Бортнянський і Гуно.

## Нагороди
2001 — лауреат всеукраїнського конкурсу «Голос України» м. Київ. Україна

2001 — лауреат міжнародного слов'янского фестивалю м. Париж Франція. 

2003 — спеціальна премія «Найкращий контр-тенор» на міжнародному конкурсі оперних співаків ім. Франціско Віньяса, м. Барселона Іспанія.

2004 — гран-при на міжнародному конкурсі ім А. Б. Солов'яненка, м. Донецьк, Україна.

2004 — лауреат міжнародного конкурсу молодих оперних виконавців ім. М. А. Римського-Корсакова м. Санкт-Петербург